# Calyptrochilum
Calyptrochilum là một chi thực vật có hoa trong họ Orchidaceae bản địa của vùng châu Phi nhiệt đới.

## Các loài
- Calyptrochilum christyanum
- Calyptrochilum emarginatum